# Jug Grizelj
Jug Grizelj (Vrlika, 2. avgust 1926 — Beograd, 5. januar 1991) je bio jugoslovenski novinar.

## Biografija
Rođen je u mestu Vrlika, 2. avgusta 1926. godine. Gimnaziju je završio u Splitu. U Drugom svetskom ratu bio je partizan. U Beogradu je studirao na Novinarsko-diplomatskoj visokoj školi (jedna od pretača Fakulteta poličkih nauka) dok ga nisu poslali na Goli otok.
Novinarstvom je počeo da se bavi 1947. godine i radio je u listovima »Napred«, »Student«, »Naš vesnik«, »Mladost«, »Svet«. Pre toga, 1946. godine bio je golman NK Dinare iz Knina.
U »Večernjim novostima« je, tokom sedam godina, počev od 1969. godine, svakog dana objavljivao komentare na 38 redova pod nadnaslovom »Iz mog ugla«. Iz »Novosti« prelazi u »NIN« u kom je zapamćen po mnogobrojnim intervjuima sa poznatim ličnostima sa domaće i međunarodne scene, među kojima su bili i Piter Justinov, Kurt Valdhajm, Anjeli, Boris Vukobrat, Stane Dolanc, Mencinger, Vladimir Goati, Voja Stanovčić, Vili Ričard, M.Rožič, Sajrus Sulcberger, Stipe Mesić, Ficroj Maklejn i Orijana Falači.
Pisao je za ljubljansko »Delo«, splitsku »Slobodnu Dalmaciju« - za koju je, između ostalog, izveštavao iz Pekinga 1988. godine - i mariborski »Večer«. Bio je jedan od osnivača »Vremena« za koje je pisao poslednje tekstove. Po njegovim scenarijima snimljena su tri igrana filma – »Crni biseri«, »Čudna devojka« i »Ostrva« i desetak kratkih filmova. Snimio je dugometražni film o životu mornara.
Bio je prvi tajnim glasanjem izabran predsednik Udruženja novinara Srbije (1987-1989). Jedan je osnivača UJDI-ja (Udruženje za jugoslovensku demokratsku inicijativu) i Foruma za ljudska prava.
Umro je u Beogradu 5. januara 1991. godine.
Na inicijativu petorice uglednih beogradskih novinara – Dušana Simića, Aleksandra Nenadovića, Slavoljuba Đukića, Milana Miloševića i Stevana Nikšića – u znak sećanja i iz poštovanja prema svom kolegi Jugu Grizelju, i uz podršku Jugove porodice, u decembru 1991. godine osnovan je Fond Jug Grizelj. Cilj ove zadužbine je da trajno čuva uspomenu na Juga Grizelja i da podstiče novinarsko stvaralaštvo.

## Spoljašnje veze
- Jug Grizelj na sajtu  (jezik: engleski)